# Otto mesi in due ore
Otto mesi in due ore oder Gli esiliati in Siberia („Acht Monate in zwei Stunden“ oder „Die Vertriebenen in Sibirien“) ist eine romantische Oper (Melodramma romantico) in drei Teilen von Gaetano Donizetti. Das Libretto verfasste Domenico Gilardoni. Die Geschichte beruht auf der Erzählung von Sophie Cottin Elisabeth ou Les exilés en Sibérie, aus dem René Charles Guilbert de Pixérécourt das Bühnenstück La fille de l’exilé ou Huit mois en deux heures verfasste. Die Uraufführung war am 13. Mai 1827 in Neapel.

## Handlung

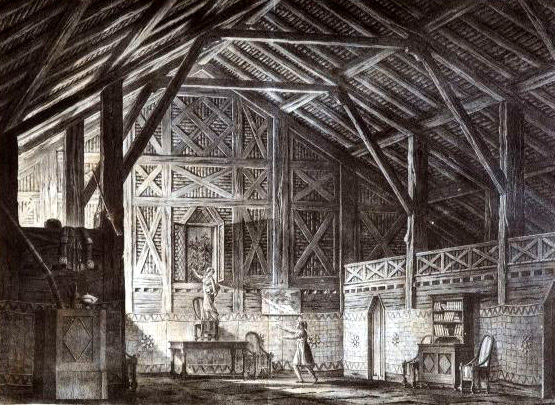
Bühnenbild des 1. Aktes der Erstaufführung

### Erster Teil
In einer Hütte einer Saimka
Graf Stanislao Potoski, seine Gattin Fedora und ihre Tochter Elisabetta werden nach einer Verleumdung vom Zaren unschuldig nach Sibirien verbannt. Eines Tages beschließt Elisabetta, alleine nach Moskau zu reisen, um dort den Zaren von ihrer Unschuld zu überzeugen. Sie schließt sich Michele an, der die Strecke als Postillion zurücklegt. Nach einem Zwischenfall werden die beiden voneinander getrennt.

### Zweiter Teil
Rauhe und wilde Gegend am Fluss Kama
Elisabetta trifft auf Iwano, einen der Männer, die ihren Vater verleumdet hatten, und der jetzt als Fährmann arbeitet. Nach dem Tod seiner Tochter bereut er seine Tat und gesteht Elisabetta seine Schuld. Da wird sie von einer Horde Tataren bedroht, die sich jedoch von ihrer Tugend beeindrucken lassen und wieder abziehen. Einer drohenden Überschwemmung entkommt Elisabetta auf den Trümmern des Sarges der verstorbenen Tochter des Fährmanns.

### Dritter Teil
Großer und prächtiger Innenhof des Kremls in Moskau
Fast gleichzeitig wie Elisabetta trifft auch Michele in Moskau ein. Er hat vom sterbenden Fährmann einen Brief erhalten, in dem dieser die Unschuld des Grafen bestätigt. Der Zar hingegen ist bereits aus anderen Quellen darüber informiert worden und hat schon die Eltern Elisabettas herbeirufen lassen. Alles löst sich in Wohlgefallen auf.

## Werkgeschichte

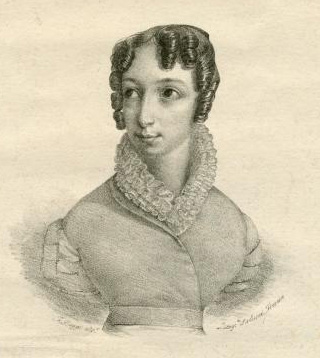
Caterina Lipparini, die erste Elisbetta

Otto mesi in due ore war die erste Oper, die Donizetti komponierte, nachdem er 1827 in Neapel Musikdirektor geworden war. Auch war es die erste Zusammenarbeit mit dem Librettisten Domenico Gilardoni. Erstmals hatte Donizetti die vollständige Kontrolle über die ganze Produktion, deren Uraufführung am 13. Mai 1827 mit Caterina Lipparini (1792–1855) als Elisabetta sowie Giuseppe Loira (Zar), Vincenzo Galli (Großmarschall), Manzi (Potoski), Francesca Ceccherini (Fedora), Giuditta Servoli (Maria), Gennarino Luzio (Michele), Giuseppe Fioravanti (Iwano), Raffaele Scalese (Alterkan) und Giuseppe Papi (Orzak) stattfand. Sie erwies sich als außerordentlich erfolgreich, folgten doch der Première rund 50 Aufführungen. Aufsehen erregte das Werk nicht zuletzt auch wegen der aufwendigen Inszenierung mit spektakulären Bühneneffekten. Besonders gelobt wird „die präzise Führung der Maschinen“.
Am 28. Februar 1835 hatte im Teatro Carignano in Turin eine überarbeitete Fassung neuen Texten von Jacopo Ferretti Premiere.

## Diskographie
- 1997: Carlo Rizzi; Chor & Orchester der Covent Garden Opera
- 1999: Enrique Diemecke; Philharmonisches Orchester Montpellier Languedoc Rossilion[3]